# منظمة غير ربحية ذات منفعة عامة
المنظمة غير الربحية ذات المنفعة العامة (بالإنجليزية: Public-benefit nonprofit corporation) هي نوع من المنظمات غير الربحية التي اعتمدتها حكومات الولايات في الولايات المتحدة، وتنظم بشكل أساسي أو حصري للأغراض الاجتماعية أو التعليمية أو الترفيهية أو الخيرية من المواطنين ذوي الاهتمام المماثل. تتميز المنظمات غير الربحية ذات المنفعة العامة في القانون عن منظمة غير الربحية ذات منفعة متبادلة من حيث أنها منظمة للمنفعة العامة، وليس لصالح أعضائها. كما أنها تختلف في القانون عن شركات دينية [الإنجليزية].

## مقالات ذات صلة
- مجتمع مدني (تطوع)
- شركات النفع العام في ولاية نيويورك [الإنجليزية]

## روابط خارجية
- قانون كاليفورنيا - الجزء 2: الشركات ذات الفوائد العامة غير المحمية [5110. - 6910.
- منظمة غير ربحية في كاليفورنيا، وشركات غير مخزنة